# Макинтош, Чарльз Ренни
Чарльз Ренни Макинтош (англ. Charles Rennie Mackintosh; 7 июня 1868, Глазго —10 декабря 1928, Лондон) — шотландский художник: архитектор, живописец-акварелист и рисовальщик периода модерна. Основатель и глава художественного объединения «Школа Глазго».

## Жизнь и творчество
Чарльз Ренни Макинтош родился на Парсон-стрит, 70, Таунхед в Глазго, 7 июня 1868 года. Он был четвёртым из одиннадцати детей и вторым сыном Уильяма Макинтоша, суперинтенданта и старшего клерка полиции города Глазго.
Чарльз изменил написание своего имени с «McIntosh» на «Mackintosh» по неизвестным причинам примерно в 1893 году. Путаница по-прежнему связана с использованием его имени: «Ренни» иногда им неправильно заменяют имя «Чарльз». Современная форма «Ренни Макинтош» в качестве фамилии также неверна, и он не был известен таковым при жизни. «Ренни» — это девичья фамилия его матери, которую он иногда использовал. Подписывал художник свои работы по-разному: иногда «C.R. Mackintosh» или «Chas. R. Mackintosh». Правильно полное имя: Чарльз Ренни Макинтош. В переписке и литературе, написанной друзьями и членами семьи, встречается ласковое «Toshie».
C 1880 по 1883 год будущий архитектор учился в государственной школе Рида (Reid’s Public School) и высшей школе Аллана Глена (Allan Glen´s High School). Макинтош начал заниматься архитектурой в 1884 году в качестве ученика Джона Хатчинсона в Глазго, а по вечерам учился в Школе искусств в Глазго. В 1889 году он присоединился к крупной архитектурной компании «Honeyman and Keppie» в качестве рисовальщика и проектировщика. В 1901 году он стал партнёром фирмы.
В 1890 году получил специальную стипендию, которая позволила ему отправиться путешествовать по Франции и Италии для изучения архитектуры этих стран. В 1893 году Макинтош создал свой первый самостоятельный архитектурный проект — башню здания редакции газеты «Глазго Геральд», известную как «Маяк» (The Lighthouse). Его ранние работы в качестве рисовальщика и проектировщика также датируются 1893 годом (интерьер Craigie Hall, Dumbrek, галерея Glasgow Art Club).
Примерно в 1892 году Макинтош познакомился в «Школе искусств Глазго» с художницей Маргарет Макинтош, урождённой Ренни, также из Глазго. Чарльз Ренни и его сокурсник Джеймс Герберт Макнейр, также стажёр в «Honeyman and Keppie», были представлены Маргарет и её сестре Фрэнсис Макдональд ректором «Школы искусств Глазго» Фрэнсисом Генри Ньюбери, который увидел много общего в их работах. Чарльз и Маргарет поженились 22 августа 1900 года. У пары не было детей. Макнейр и Фрэнсис также поженились годом ранее. Группа работала совместно и стала известна как «Четвёрка», или «Школа Глазго» (англ. Glasgow School).
Макинтош прожил большую часть своей жизни в городе Глазго, расположенном на берегу реки Клайд. Во время промышленной революции это был один из крупнейших производственных центров тяжёлого машиностроения и судостроения. По мере того, как город рос и процветал увеличивался спрос на потребительские товары и предметы искусства. Наряду с промышленной революцией портовые города стали местом распространения товаров из восточных стран, которые также влияли на зарождающиеся модернистские идеи. Связь Глазго с культурой Востока стала особенно тесной: верфи на реке Клайд были открыты для японского флота. Многие японские товары служили источником вдохновения для европейских художников, что породило новый термин: японизм.
«Японский стиль» восхищал Макинтоша своей лаконичностью. В это же время в континентальной Европе зарождалась новая философия, связанная с созданием функционального и практичного дизайна: так называемые «модернистские идеи». Основная концепция модернистского движения заключалась в разработке инновационных конструктивно-функциональных идей и новых технологий: дизайн был связан с настоящим и будущим, а не с историей и традициями. Художники отказывались от тяжёлых украшений и унаследованных «исторических стилей». Однако, несмотря на то, что Макинтош со временем стал известен как «пионер» модернистского движения, его проекты были далеки от крайнего утилитаризма. Его заботой было «строить для людей, которым для жизни нужна не машина, а произведение искусства». Макинтош «черпал вдохновение из своего шотландского воспитания и усиливал его новациями ар-нуво и простотой японских форм».
Работая в архитектуре, Чарльз Ренни Макинтош разработал свой собственный стиль: контраст прямых линий и углов с «флоральными» (цветочными) декоративными мотивами с тонкими изгибами (например, мотив «розы Макинтош»), а также отсылки на традиционную шотландскую архитектуру. Проектом, который помог ему завоевать международную репутацию, стало здание Художественной школы в Глазго (1897—1909). Макинтош также завершил в 1898 году проект «Церкви креста Королевы» (Queen’s Cross Church) в Мэрихилле, Глазго. Эта работа считается одним из самых загадочных проектов Макинтоша: единственная церковь, построенная художником в Глазго, ныне в ней располагается дирекция «Общества Чарльза Ренни Макинтоша» (Тhe Charles Rennie Mackintosh Society).
«Как архитектор, — писали В. С. Горюнов и М. П. Тубли, — Макинтош опирался на традицию сельского шотландского жилища и так называемый „баронский стиль“ средневековых шотландских замков. С этой точки зрения он был типичным представителем неоромантизма… То же нужно сказать и о главном произведении Макинтоша — здании Школы искусств в Глазго. Однако облик этого здания несёт на себе определённый отпечаток стилистических поисков Макинтоша в русле „ар нуво“».
Многие декоративные детали его архитектурных проектов были разработаны самим Макинтошем, но детализированы его женой Маргарет Макдональд. Их совместные проекты были показаны на восьмой выставке Венского сецессиона в 1900 году.
Архитектурная карьера Макинтоша была относительно короткой, но имела значительное влияние. Все его основные заказы были осуществлены между 1895 и 1906 годами и включали проекты частных домов, коммерческих зданий, внутренней реконструкции и церквей.
Макинтош разработал особый стиль, в котором геометрические элементы связываются слегка изогнутыми по сторонам линиями растительного декора. Строгие прямые линии и выверенные пропорции сообщали проектам Макинтоша качества сдержанной, рациональной гармонии. В графических работах Макинтош близок течению символизма, он причудливо стилизовал природные формы. В проектах оформления интерьеров «Группа четырех» использовала натуральные материалы: дерево, керамику, медь, латунь. Произведения Макинтоша и его «Группы четырёх» имели успех на первой Международной выставке современного декоративного искусства (l’Esposizione internazionale d’arte decorativa moderna) в Турине в 1902 году.
Классикой шотландского модерна стали знаменитые интерьеры «чайных комнат» мисс Крэнстон в Глазго (The Willow Tearooms — Комнаты ивового чая) — сети кафе на улицах Глазго, устроенных Мисс Кейт Крэнстон, предложившей многим художникам, в том числе Макинтошу, оформить их интерьеры. Макинтош в этих проектах исходил не из планировочных решений архитектуры, а метафорически обыгрывал какую-либо форму, плоскость, линию, контраст необычных материалов. При этом он неожиданно сближал различные формы или противопоставлял деталь целому либо целое детали. Отсюда зрительные рифмы и уподобления. Шотландский художник не «строил» интерьер, а формовал, то есть работал не как архитектор, а как дизайнер. Недаром созданный Макинтошем стиль именуют «прямолинейным дизайном». Произведения Макинтоша покоряют неожиданными тропами, гротеском, иронией, пластическими метафорами, например его знаменитые стулья и кресла с высокими решётчатыми спинками. Умение мастера связать свои идеи с классическим архитектурным формообразованием вызывали такое восхищение современников, что художественные критики говорили о новом течении в искусстве — «макинтошизме». Шотландские художники во главе с Ч. Р. Макинтошем, по определению В. Г. Власова «сумели создать оригинальный стиль, основанный на строгих прямых линиях, значительно отличающийся от прихотливо изогнутых контуров „удара бича“ французского ар-нуво».
Однако примечательно, что изысканный и сдержанный вариант «шотландского модерна» не получил поддержки в среде художников английского движения «Искусства и ремёсла», они вызвали резкое осуждение на выставке «Искусств и ремёсел» 1896 года. «Этот конфликт, который закрыл шотландцам дорогу на выставки подобного рода в Англии, был внутренним конфликтом между национально-романтическими и космополитическими тенденциями в рамках модерна».
Консервативные английские критики осуждали Макинтоша за его «бредовые фантазии», но в художественных кругах Австрии и Германии Макинтош был признан выдающимся архитектором, художником по интерьеру и мебели. «Стиль Глазго» развивал рационалистические традиции английского искусства, но придавал им новую, романтическую окраску, что выделяло этот стиль из общего рационалистического движения английского модерна.
Влияние школы Глазго было велико и в России. Великий князь Сергей Александрович, генерал-губернатор Москвы, посетил выставку произведений школы Глазго в Вене в 1900 году и предложил Макинтошу и его супруге участвовать в выставке «Архитектура и художественная промышленность нового стиля», проходившей в Москве в 1902—1903 годах. В московской выставке вместе с русскими художниками кроме супругов Макинтош приняли участие также Йозеф Ольбрих и Петер Беренс.
В последние годы жизни Макинтош потерял зрение и был вынужден прекратить работу.

## Галерея

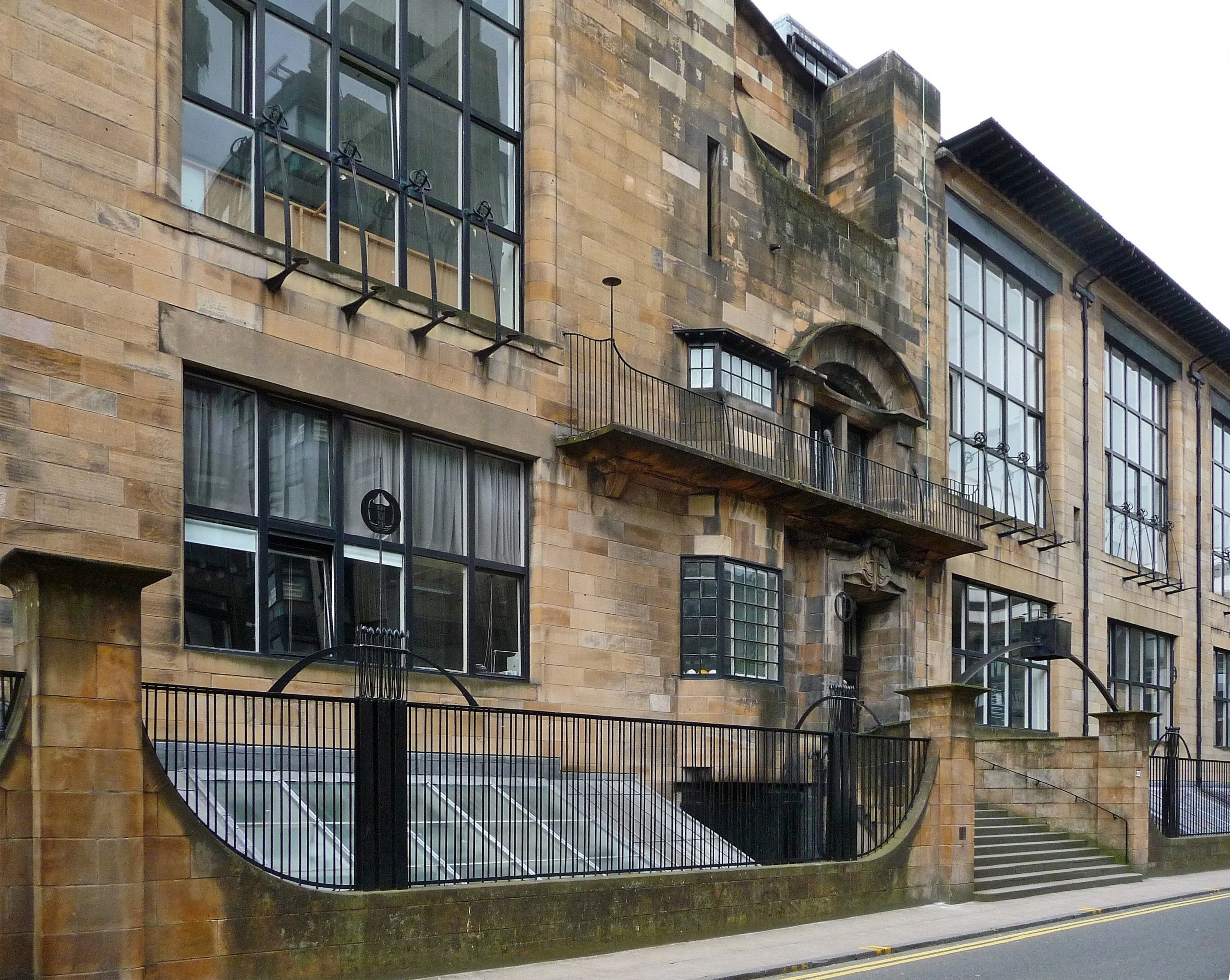
Здание школы искусств в Глазго. 1897—1909
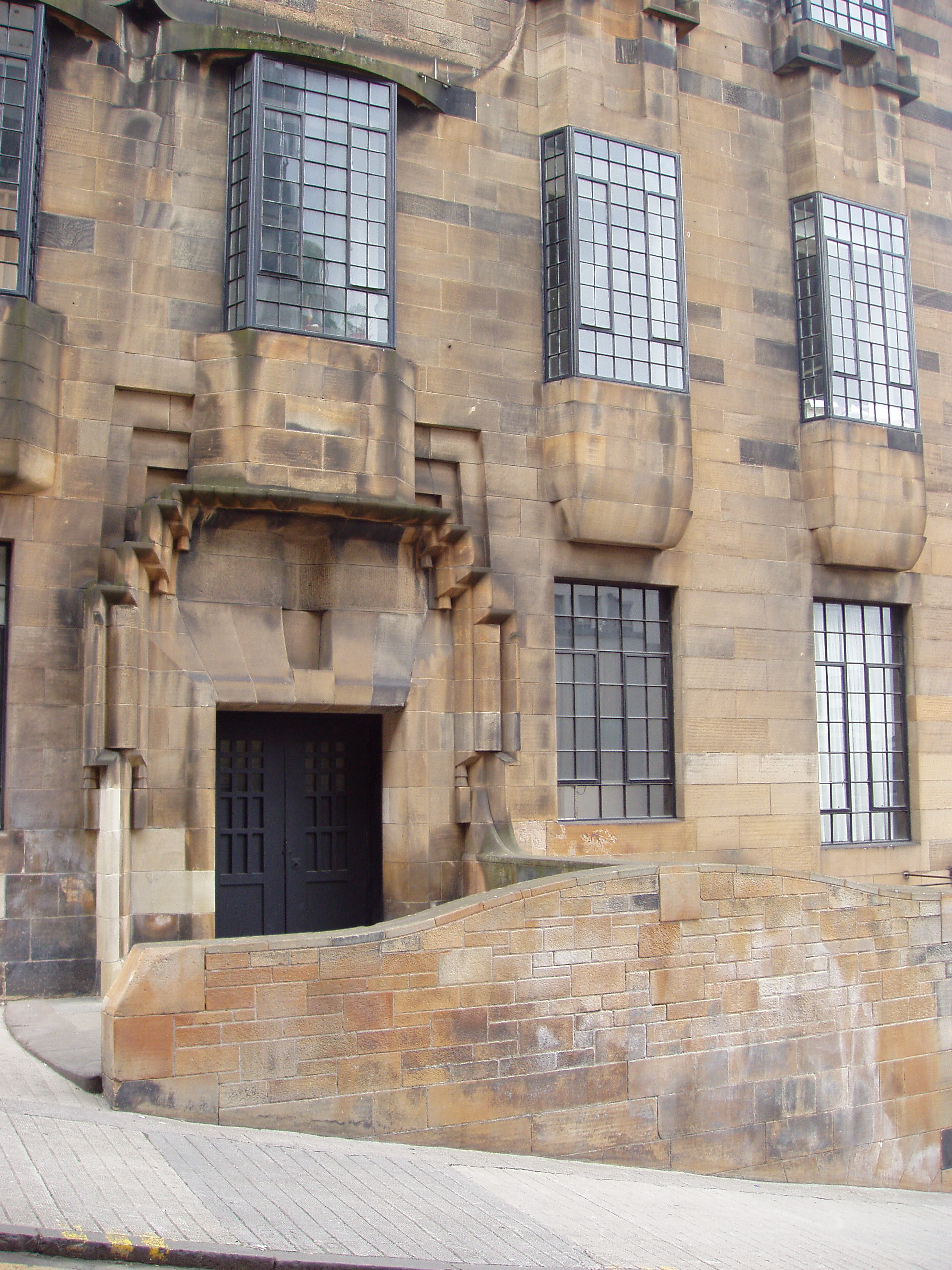
Школа искусств. Портал
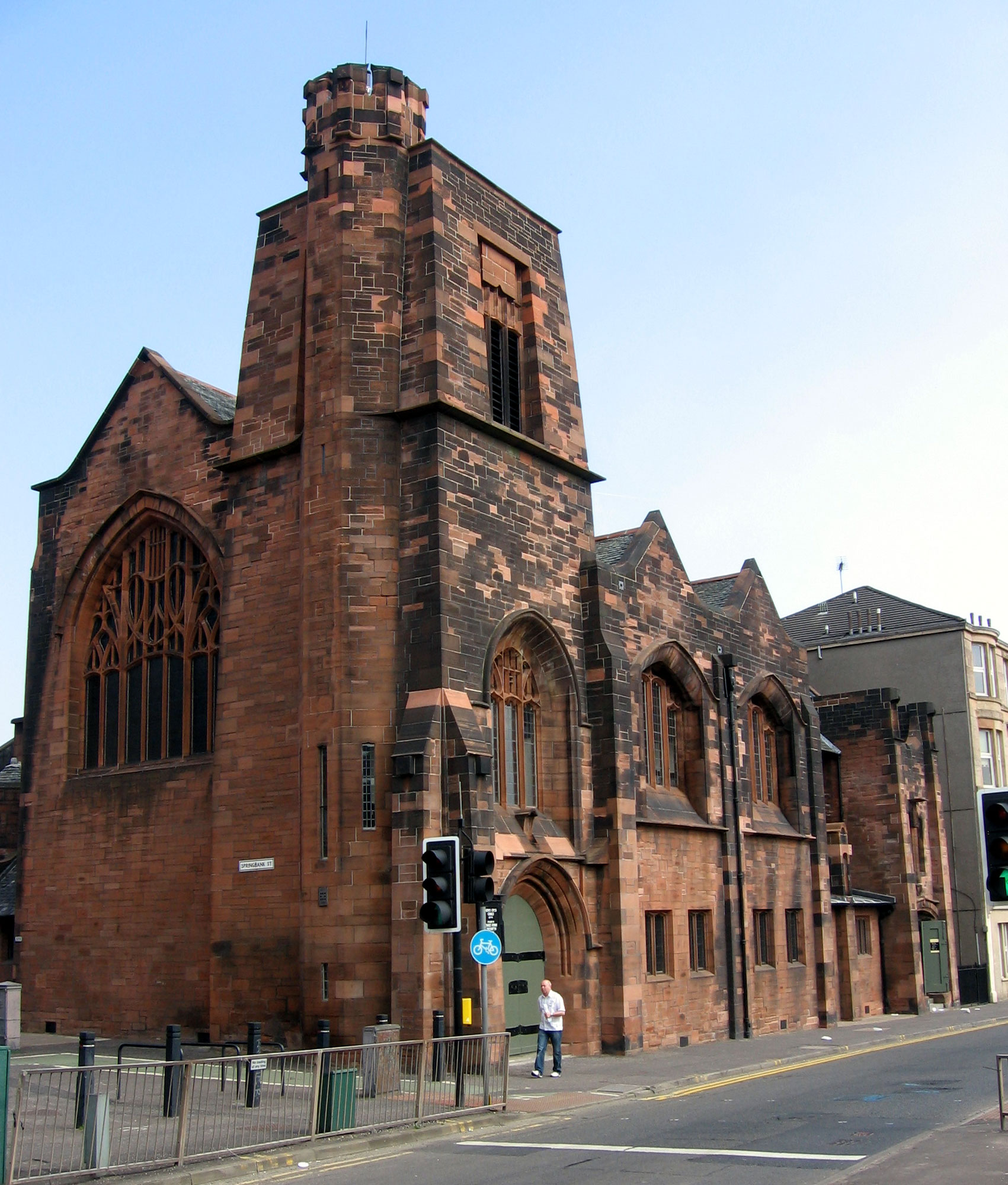
«Церковь креста Королевы». 1898—1899. Глазго
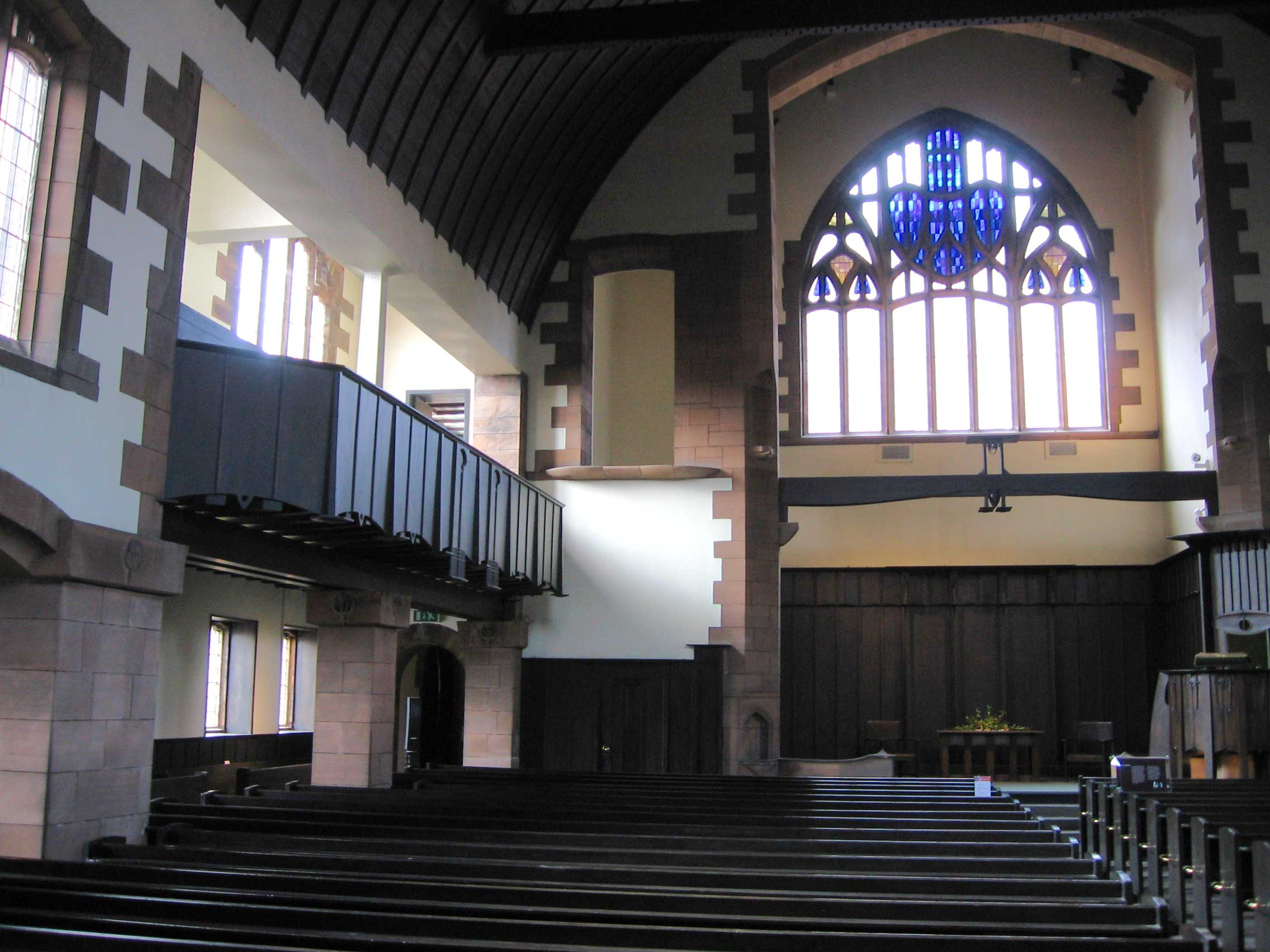
«Церковь креста Королевы». Интерьер
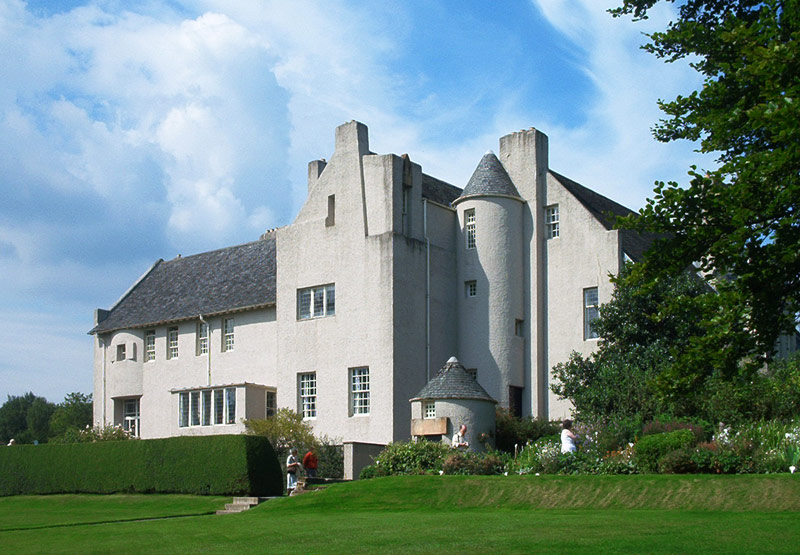
Хилл-хаус. 1902–1904. Хеленсбер, Шотландия
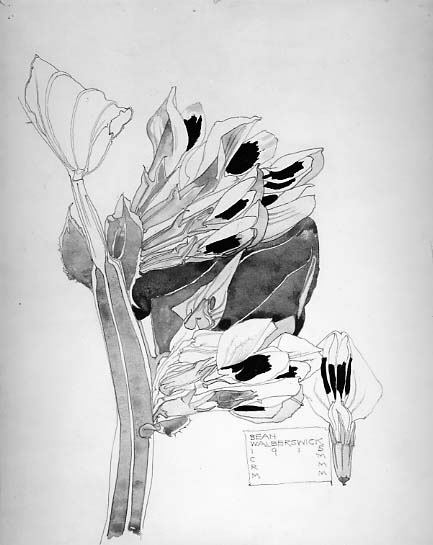
Чёрная фасоль. Бумага, карандаш, акварель. 1915. Метрополитен-музей, Нью-Йорк
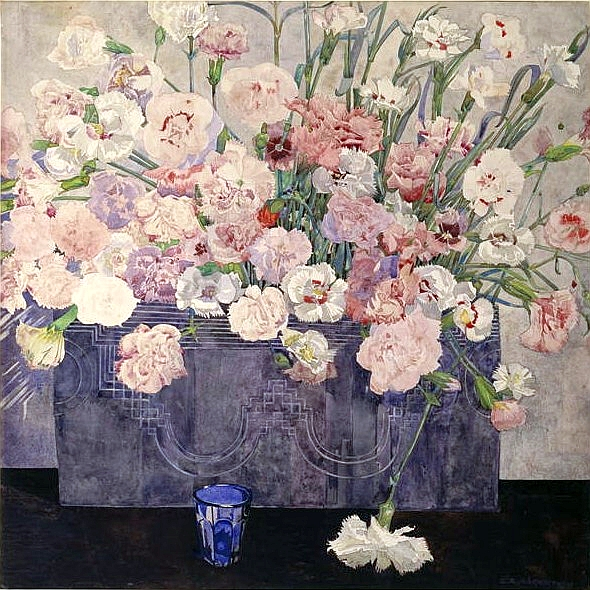
Розовые гвоздики. Бумага, акварель
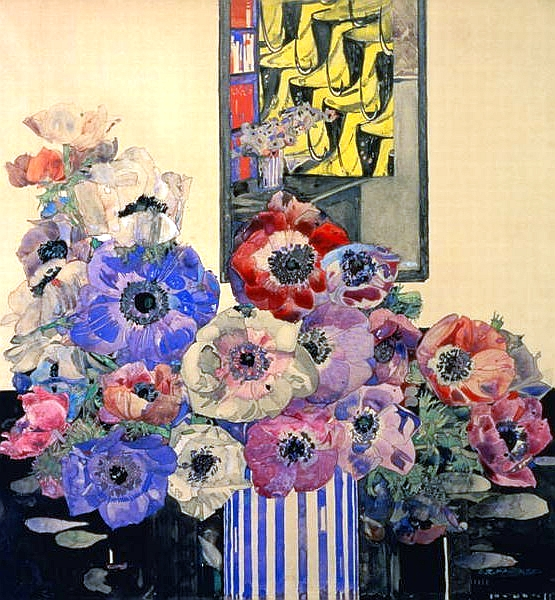
Натюрморт. Анемоны. 1916. Бумага, акварель. Глазго
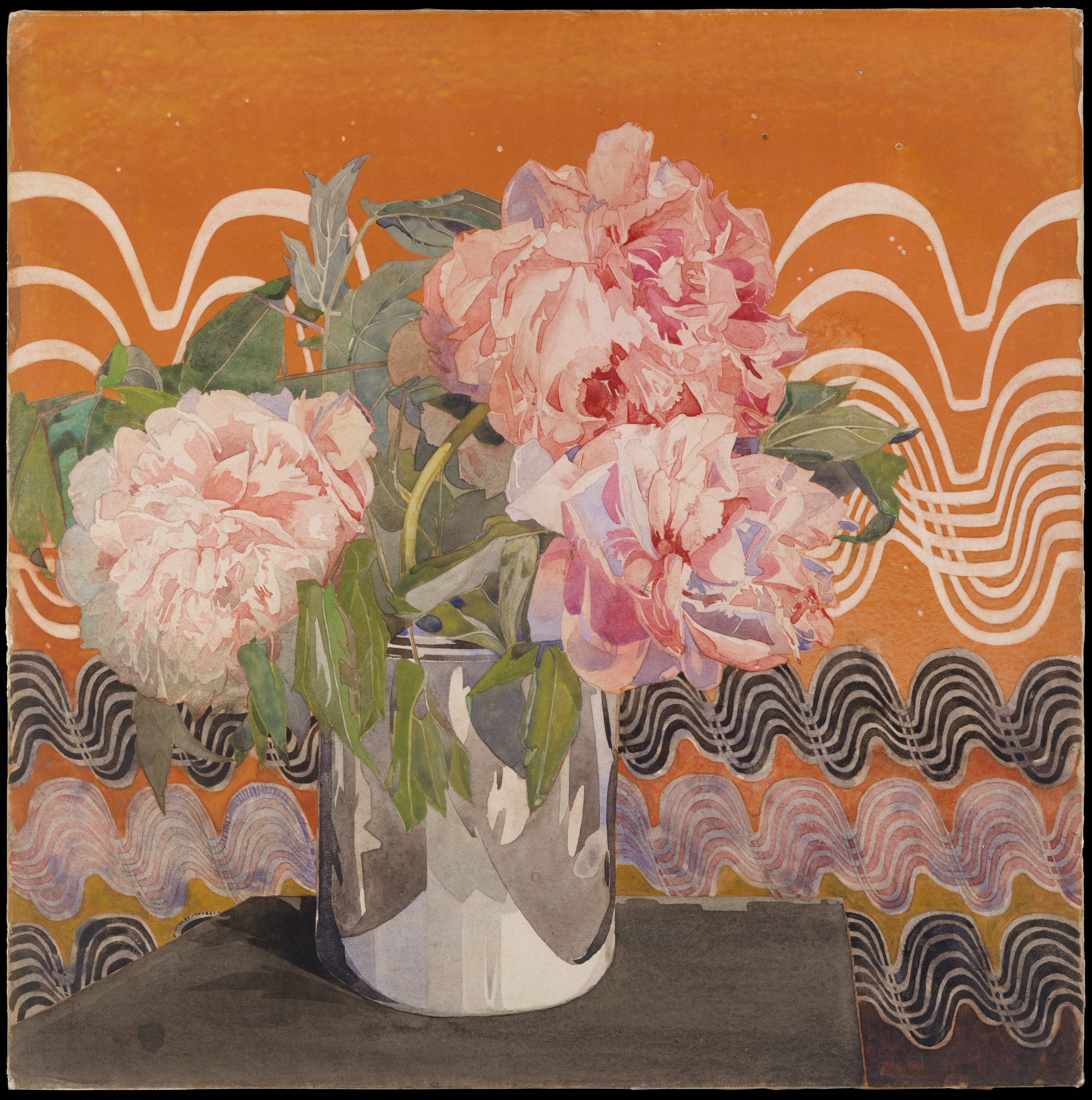
Пионы. 1920. Бумага, акварель, гуашь. Метрополитен-музей, Нью-Йорк
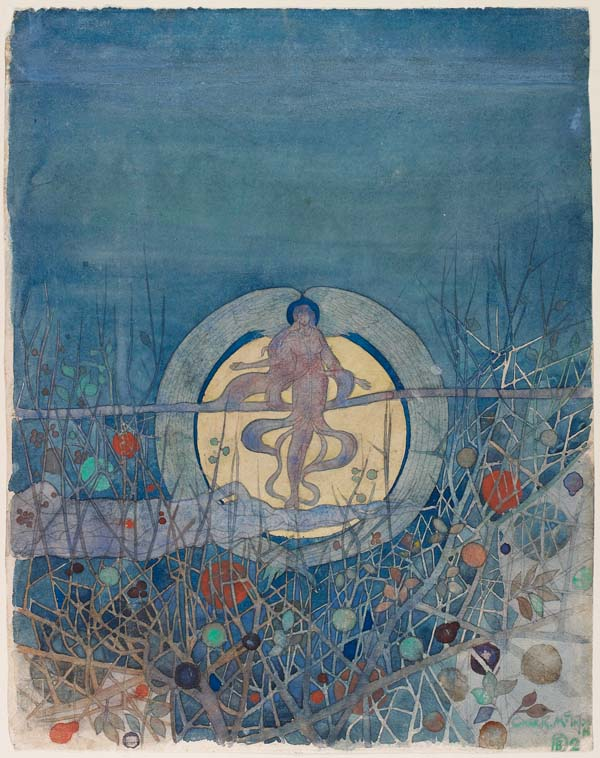
Полная луна. 1892. Бумага, акварель, гуашь
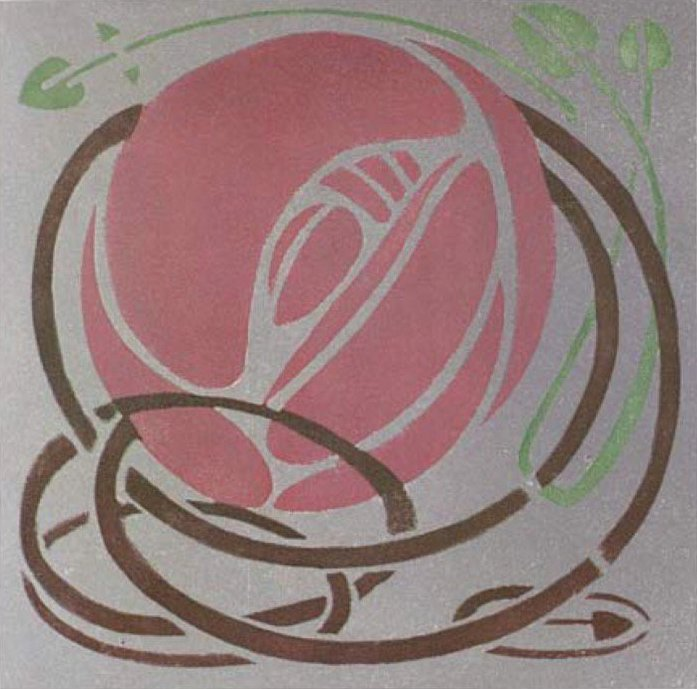
Иллюстрация из альманаха «Ver Sacrum» (Весна Священная)
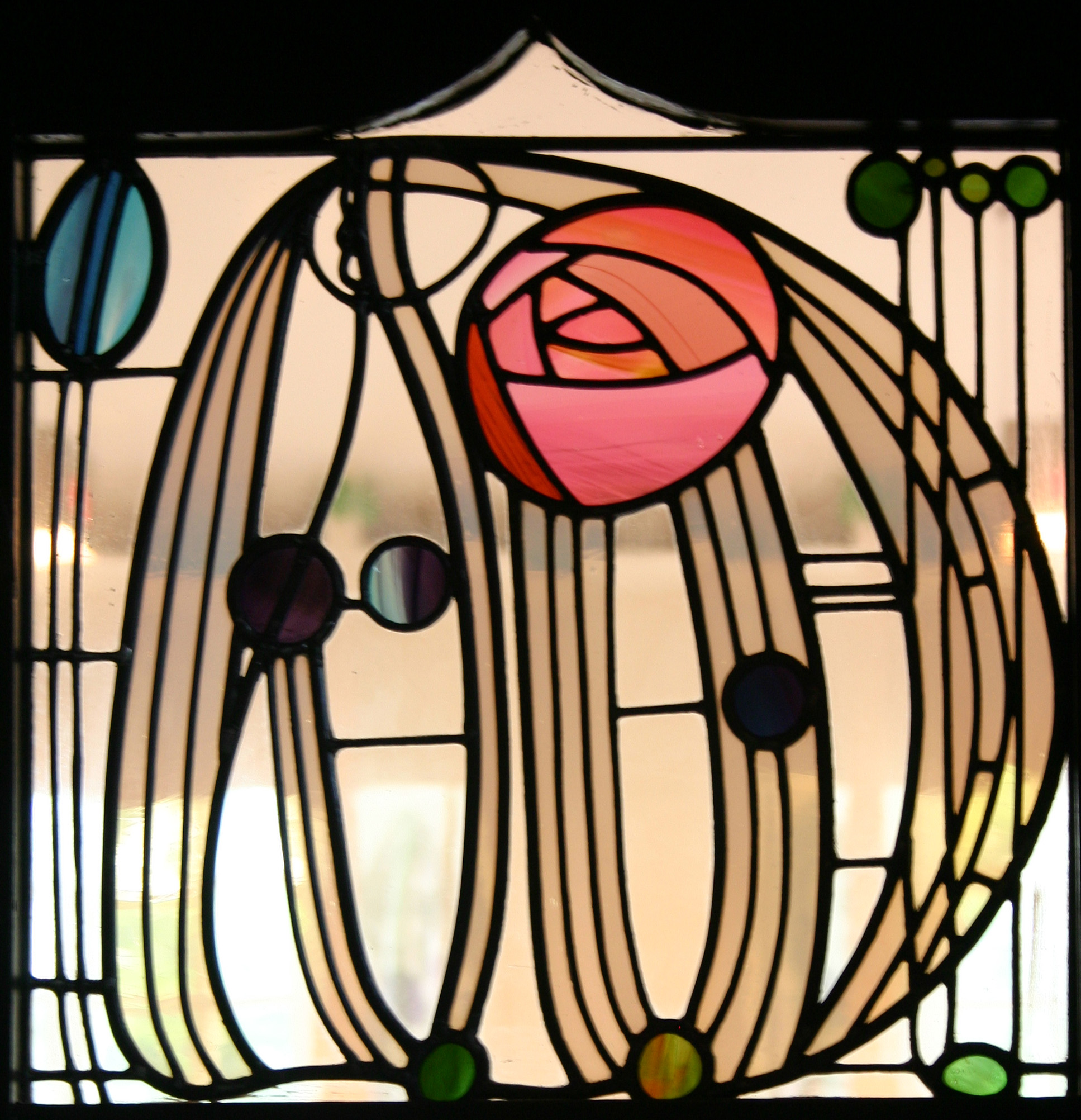
Витраж. Хилл-хаус. 1902–1904
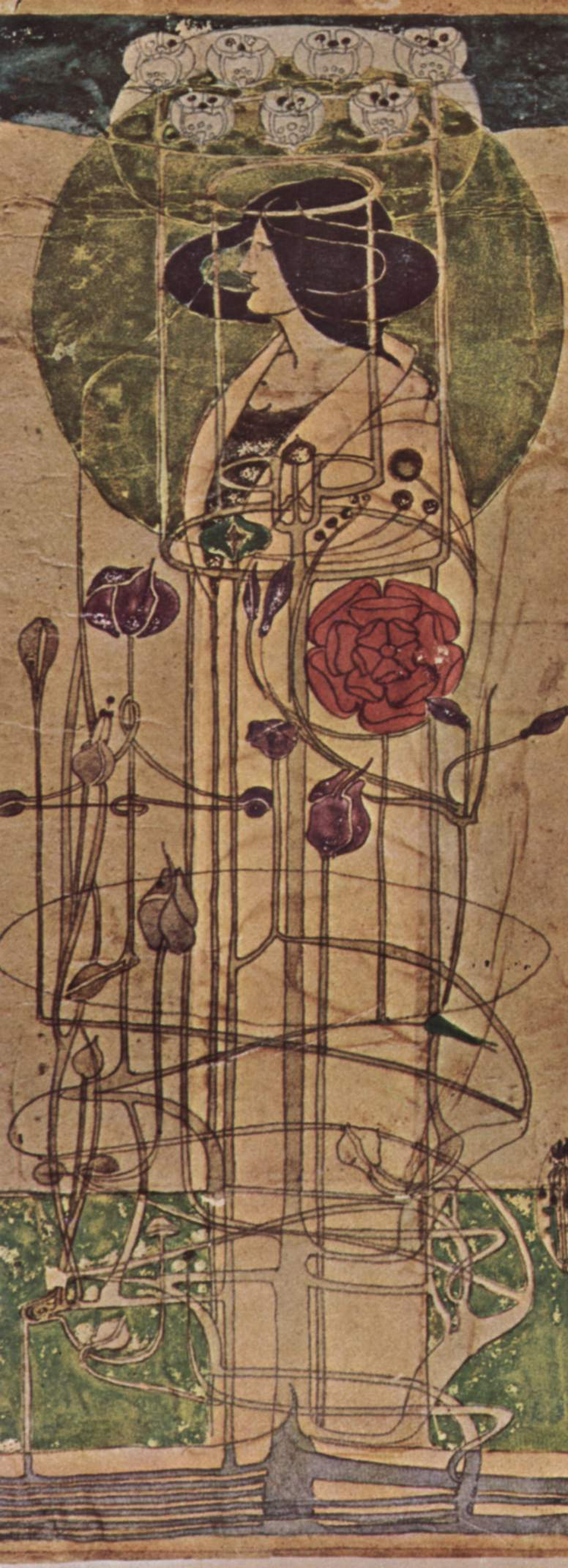
Эскиз украшения стены. 1896—1897. Акварель. Глазго
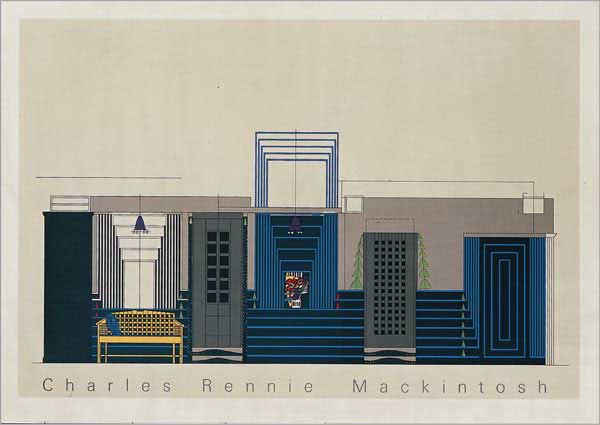
Ч. Р. Макинтош. Проект Чайной комнаты «Ива». 1902. Картинная галерея Университета в Глазго
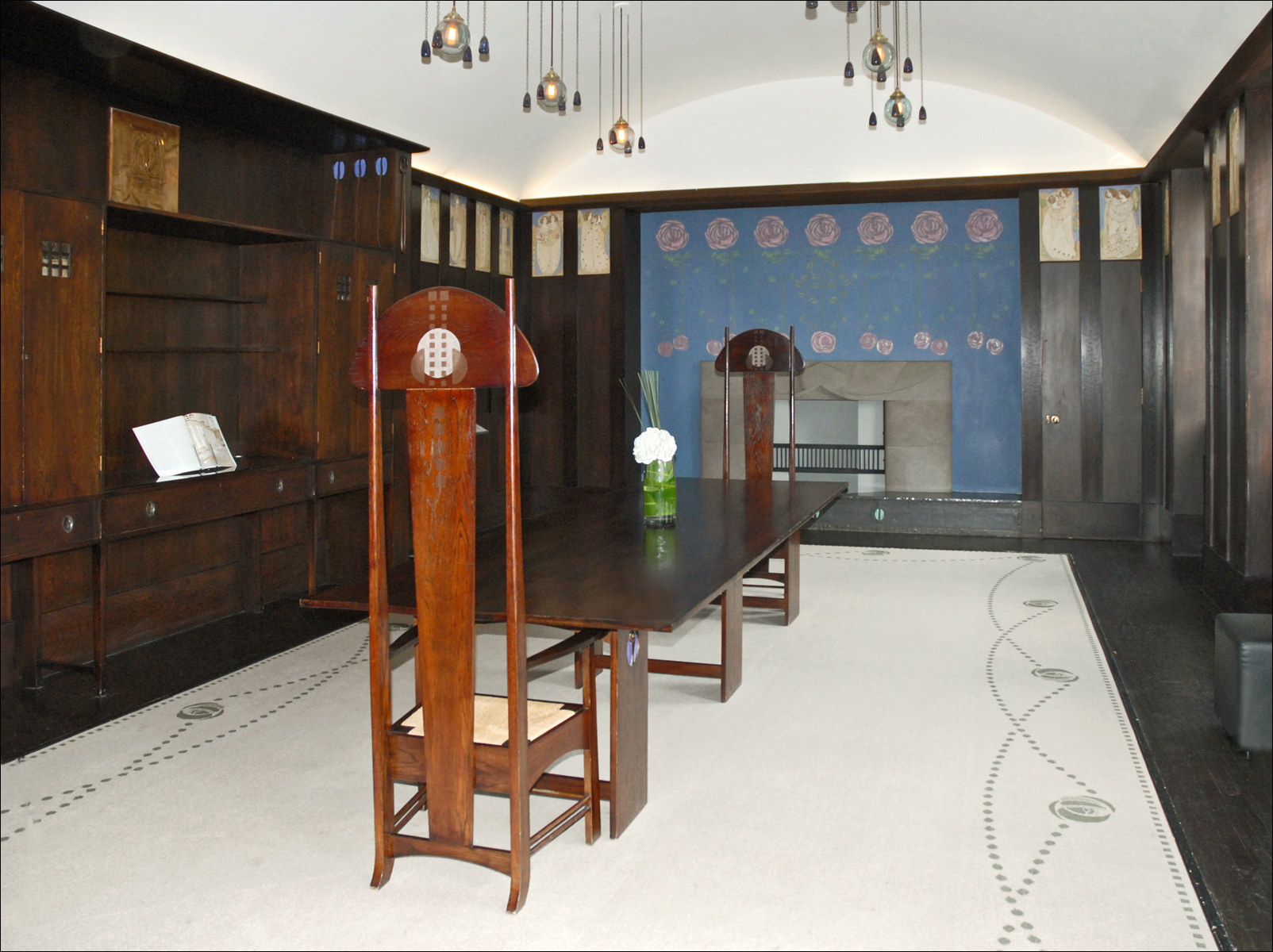
Ч. Р. и М. Макдональд. Дом любителя искусства. Столовая. 1901. Парк Беллахьюстон, Глазго
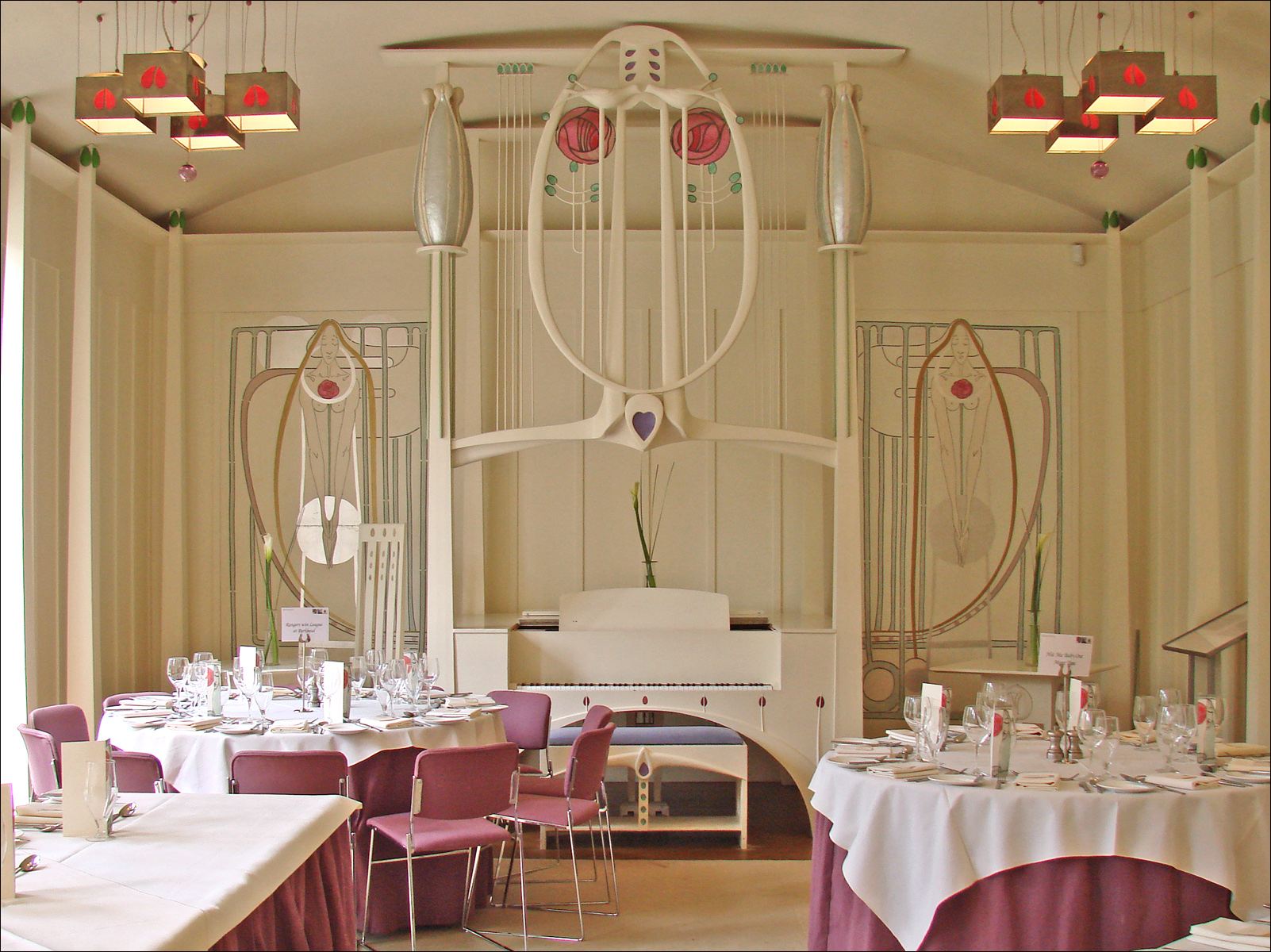
Дом любителя искусства. Малый музыкальный салон
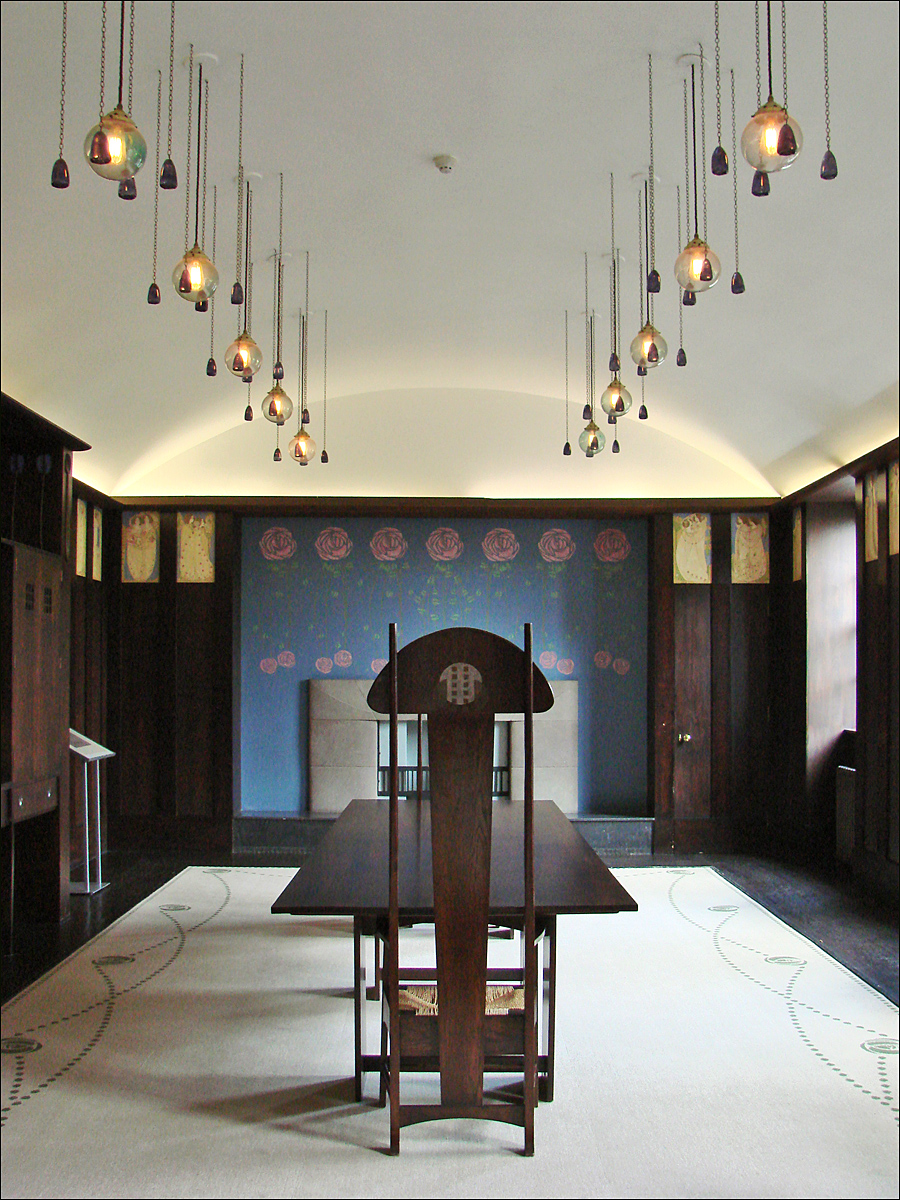
Столовая. Дом любителя искусства
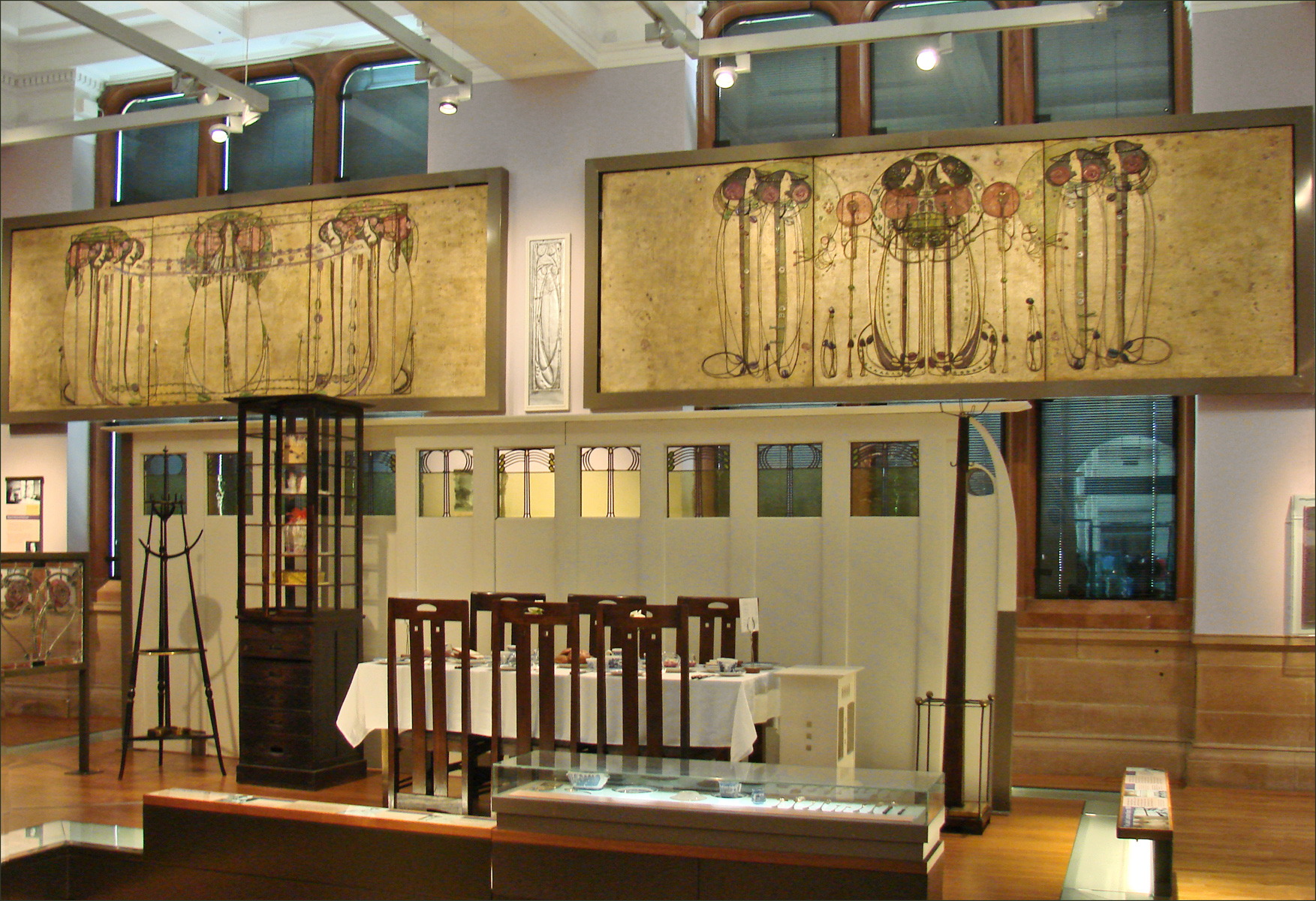
Столовая Келвингрув, Глазго
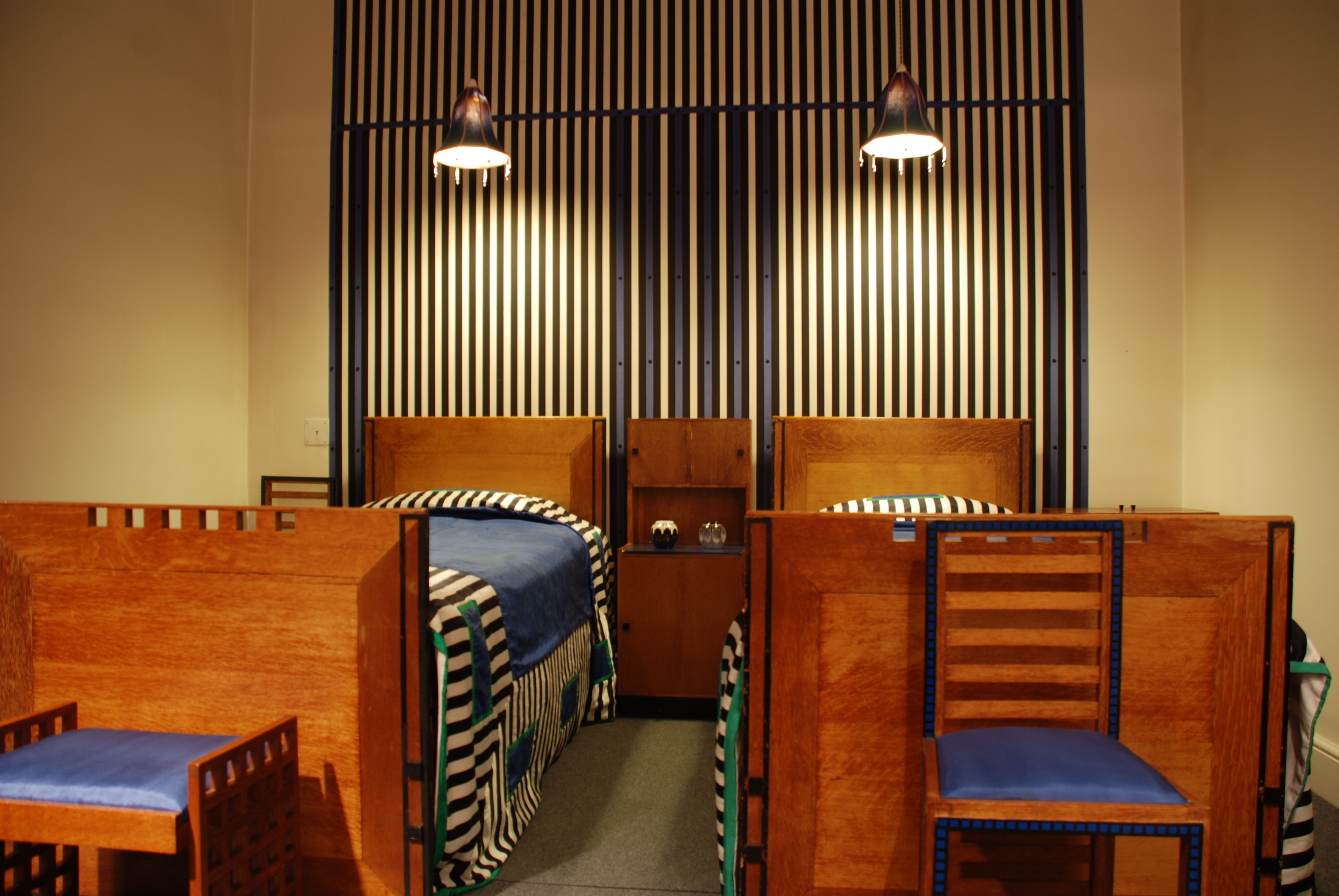
Интерьер спальни
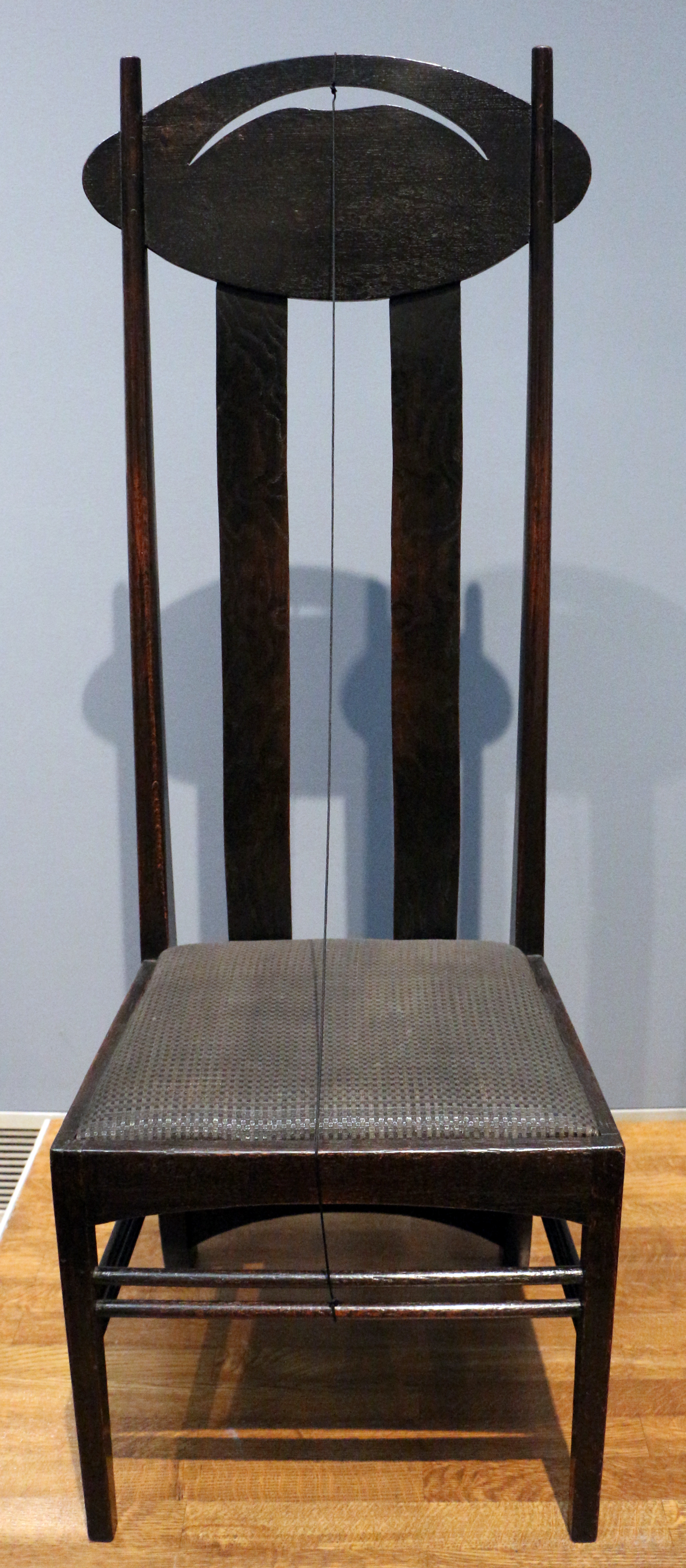
Стул. 1897. Музей искусств Толидо. Огайо, США
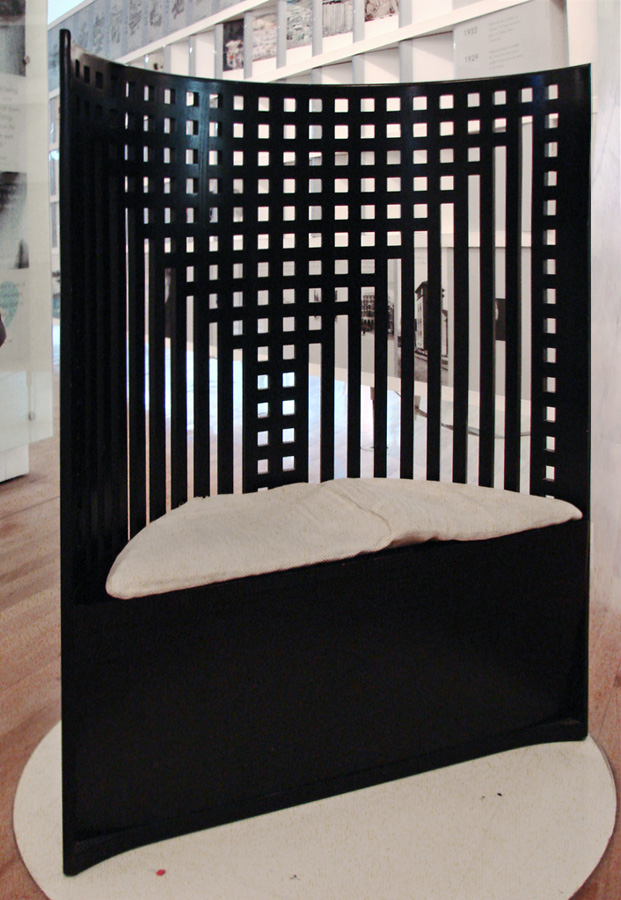
Кресло для Чайной комнаты «Ива». 1903. Лайтхаус, Глазго
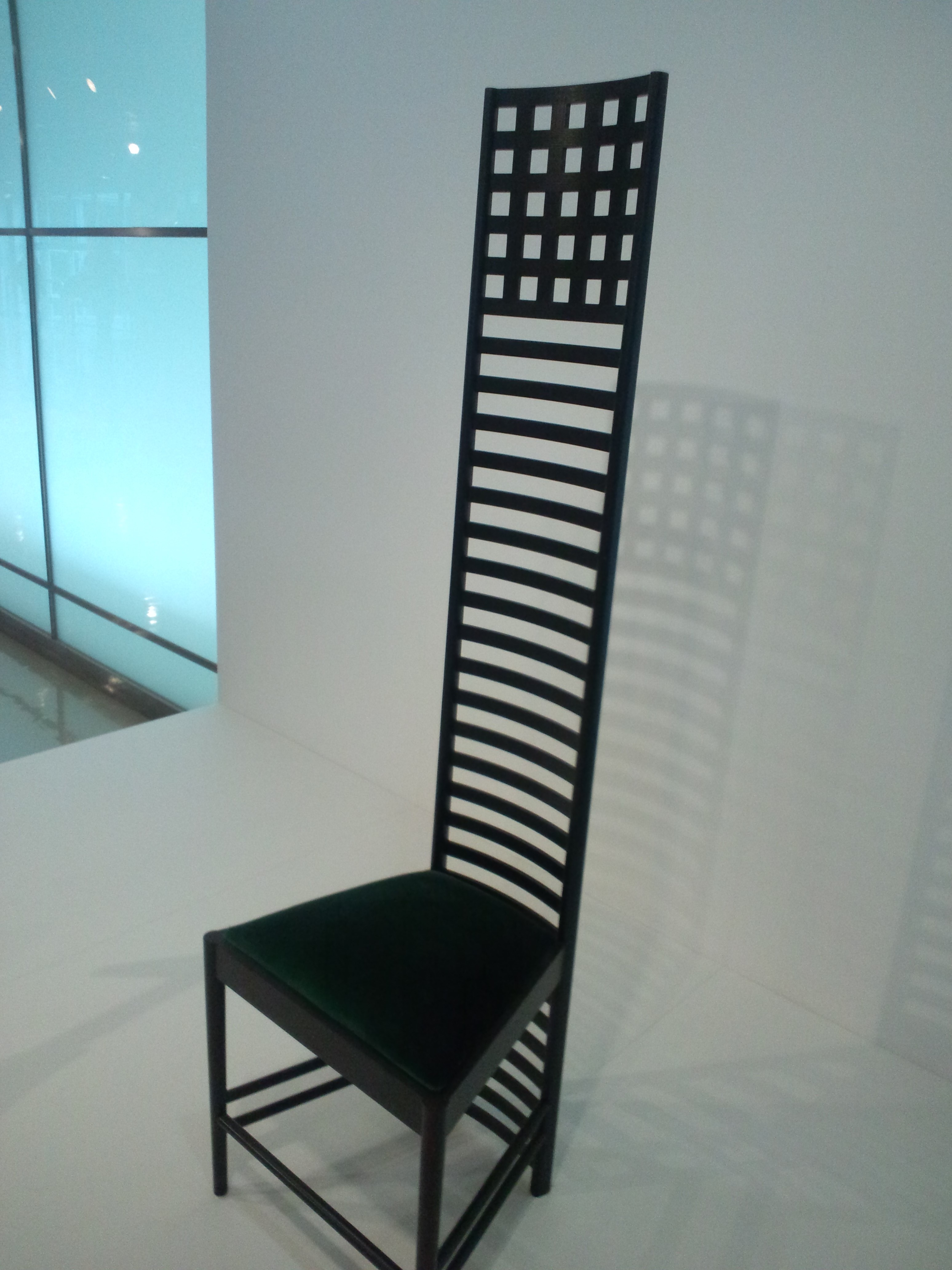
«Стул-лесенка». 1903
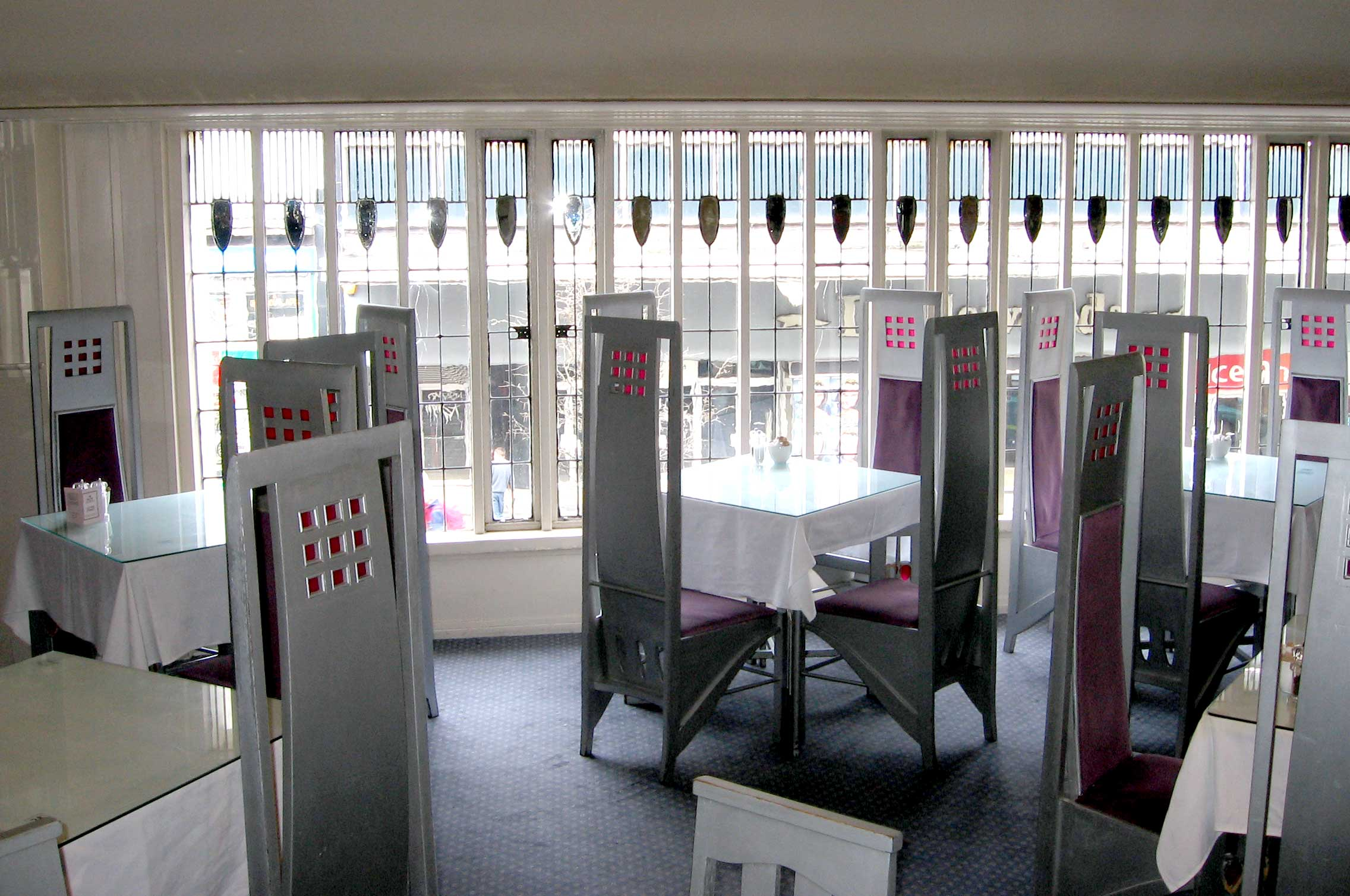
Интерьер Чайной комнаты «Ива». Саучихолл стрит, Глазго. Реконструкция 1997 г.
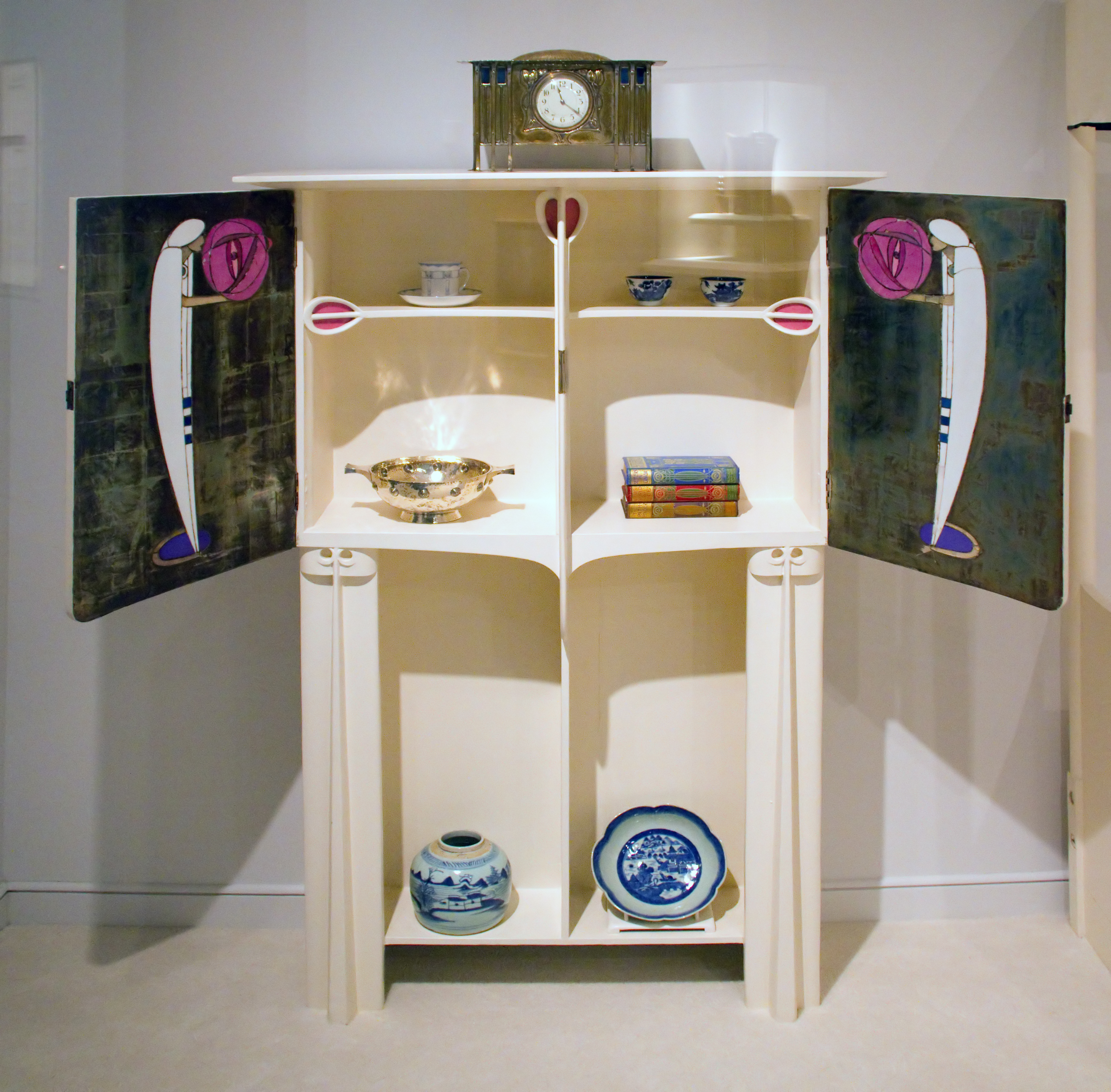
Кабинет. Королевский музей Онтарио. Торонто, Канада